# Димитър Грива
Димитър Христов Грива е български композитор и музикален педагог. Автор е на музиката за множество документални, игрални, научнопопулярни и мултипликационни филми. 

## Биография
Роден е на 17 ноември стар стил 1914 година в Нова Загора. Две години (1933 – 1935) е частен ученик по пиано на Тамара Янкова. Завършва Средния отдел на Държавната музикална академия в класа по пиано на Димитър Ненов (1939) и композиция при Веселин Стоянов.
От 1939 до 1949 г. е частен музикален педагог. След това повече от три десетилетия е музикален ръководител на Студията за научно-популярни и мултипликационни филми. Работи и като музикален отговорник във Военната кинематография (1953 – 1960).
Написва музиката към над 200 филма. Прилага някои нови похвати при озвучаването на филми, особено мултипликационните. Работи много и за художествената обработка на звука. Негова е музиката към игралните филми „Вината“ (1976) и „Бъди благословена“ (1977). Има и композиции за симфоничен оркестър („Тримонцуим“, легенда, 1946, „Албум на композитора“, психологични портрети, 1951, симфонична поема „Сизиф“, „Прелюд и приказка“ и др.). Участва в експедиции за издирване на архивни документи в манастири и библиотеки в Италия, Франция, Германия.
Последовател е на учението на Петър Дънов. От средата на 30-те години на XX век живее в Изгрева, както и двете му сестри. По заръка на Дънов той прави оркестрация на Паневритмията за голям симфоничен оркестър; записва я два пъти на прима виста: с филхармонията на Монте Карло през 1974 г. и през 1979 г. със Софийската филхармония в зала „България“.
Член е на Съюза на българските композитори и на Съюза на българските филмови дейци.
Носител е на орден „Кирил и Методий“ II степен (1960), както и на награди за филмовата музика, която създава. Филмът „Пътят към плеядите“ по картини на Васил Иванов (авторски сценарий, режисура и музика) е награден в Триест (1967).
Има двама синове – Християн Грива и Андрей Грива, който е музикант. Димитър Грива умира през 1994 година.